# Édouard Navellier
Édouard Félicien Eugène Navellier né le 26 mars 1865 à Paris et mort le 30 août 1944 à Migennes (Yonne) est un graveur, sculpteur et peintre français.
Il est connu pour ses sculptures animalières.

## Biographie

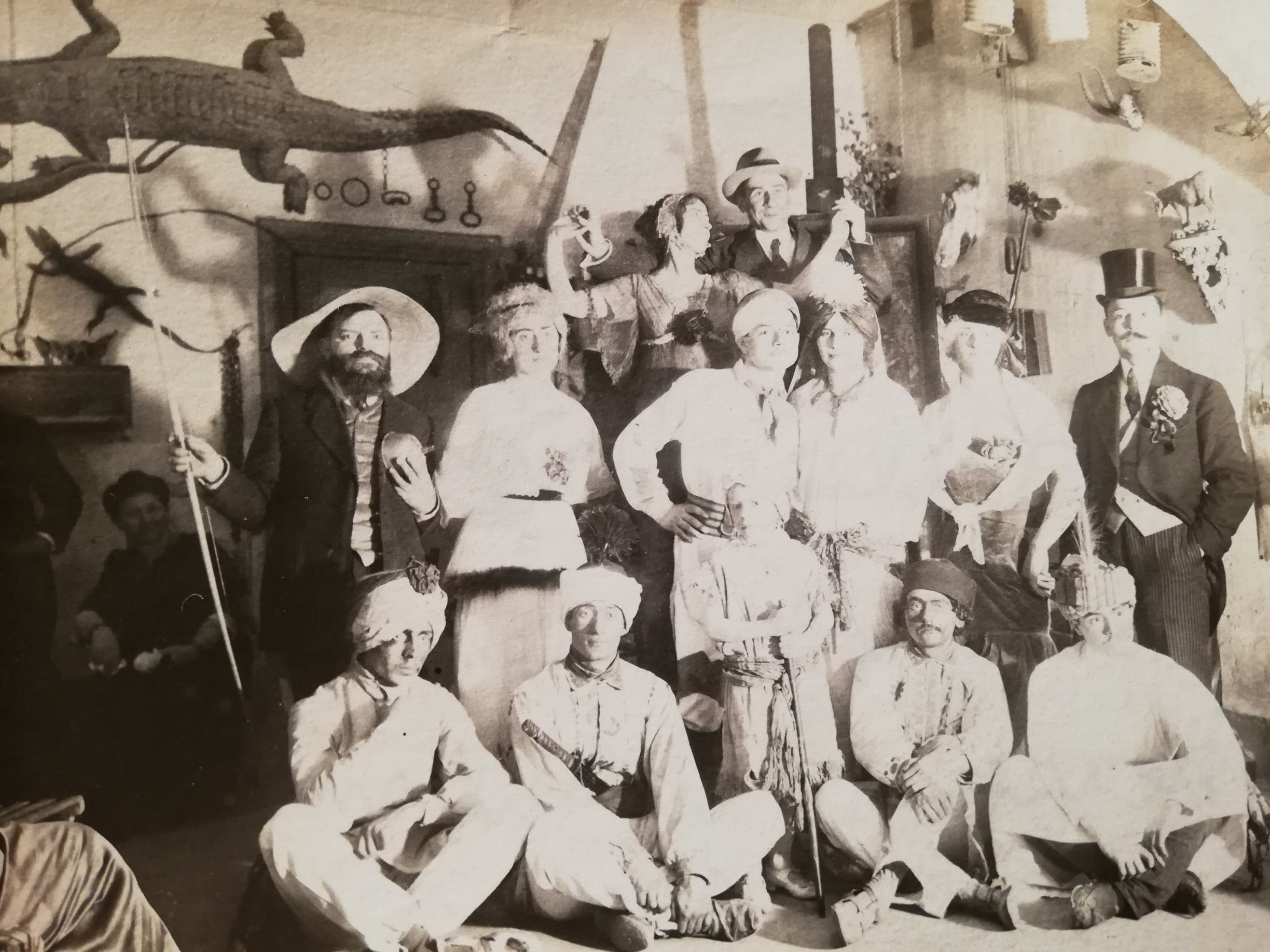
Atelier Navellier durant un « dimanche gras » le 14 février 1914. Édouard Navellier est debout à gauche, coiffé du chapeau à large bord.

Édouard Navellier est le fils du graveur sur bois Narcisse Navellier, né à Marly (Aisne).
Sa passion des animaux lui vient d'une enfance passée en grande partie dans les parcs zoologiques. En raison d'une blessure mal soignée à la jambe, il se déplace avec difficulté durant une grande partie de son enfance. Aussi, ses seules sorties, lorsqu'une de ses sœurs peut l'accompagner, le mènent au jardin des plantes de Paris. Il reste alors pendant plusieurs heures dans sa chaise roulante devant les cages des animaux, qu'il observe et dessine.
Il épouse la peintre Marguerite Raigné le 21 juin 1905. Ils ont un fils, Pierre, né en 1906.

## Collections publiques
- Paris, musée d'Orsay : 
  - Vieux Cerf aux écoutes, 1896, bronze ;
  - Il passe. Éléphant piétinant des pélicans, entre 1903 et 1904, bronze ;
  - Chat couché (étude de chat no 4), 1925, bronze et dorure.